# Medinilla bisetosa
Medinilla bisetosa är en tvåhjärtbladig växtart som beskrevs av Reinier Cornelis Bakhuizen van den Brink. Medinilla bisetosa ingår i släktet Medinilla och familjen Melastomataceae. Inga underarter finns listade i Catalogue of Life.